# 對數極座標轉換

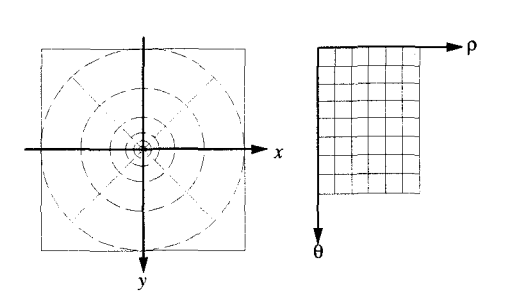

數極座標轉換是一個將卡氏座標上的點轉換到對數極座標上的轉換。這項技術的啟發是來自於人類視網膜的特性，這項"仿生"的概念其實跟人類的視覺構造和資料壓縮習習相關。跟一般卡氏座標的圖片相比之下，對數極座標轉換在虛擬視覺系統下能夠有比較高的取樣率且不影響其所能看到的區域。在人類的視覺系統內，發現到刺激視覺系統最外層的東西可以被視網膜上影像的對數極座標逼近。

## 定義
假設在卡氏座標中 {\displaystyle x} 代表橫軸的座標, {\displaystyle y} 代表縱軸的座標。那麼，對數極座標轉換即是將兩個數值對應到對數極座標的兩個值
{\displaystyle \rho } , {\displaystyle \theta } 。
{\displaystyle \rho } 和 {\displaystyle \theta } 的定義分別為
{\displaystyle \rho =\log {\sqrt {x^{2}+y^{2}}}}
{\displaystyle \theta =\arctan({\frac {y}{x}})}
也可以將卡氏座標的值用複數平面以及極座標系統 {\displaystyle (\eta ,\phi )} 來表示如下
{\displaystyle z=x+jy=\eta e^{j\phi }}
那麼，在經過對數極座標轉換之後，結果為
{\displaystyle w=\ln {z}=\rho +j\theta }
且
{\displaystyle \rho =Real(w)=\ln(\eta )}
{\displaystyle \theta =Im(w)=\phi +2k\pi } ,  限制 {\displaystyle \phi } 的範圍為 {\displaystyle [0,2\pi )}

## 特性
1. 這項轉換是一種共形映射，其特性是保持在轉換後保持兩條曲線相交的角度。理論上，這項特性好處是在卡氏座標系上的影像處理運算將直接用到對數極座標上。
2. 在三個互相衝突的要件中有好的權衡。這三個要件分別為景寬(所能看到的東西),高解析度,資料量。這樣一來，這會加速即時影像的處理速度。
3. 從哺乳類動物上得到的啟發在理論上具有一定的可行性，只要能夠做的跟哺乳類的視覺系統越像，那就能夠有更好的視覺效果。
4. 在旋轉與放大的"不變"特性。當原始影像在卡氏座標上經過放大或式旋轉之後，那麼在經過對數極座標轉換後，其效果相當於 位移，因此，這樣的特性保持了圖形的形狀。這樣的幾何特性對於選轉放大等影像識別具有相當大的幫助

說明:上面三張圖是卡氏座標下的圖，下面三張圖是分別經過轉換後的圖形。中間的圖形經過了旋轉，右邊的圖經過放大，可以從下面兩張圖看到，其效果只是平移而已。

## 討論
前面的兩種性質，共行映射以及好的權衡在很多其他模型都有此類特性。不過最後兩種特性，生物的啟發性以及旋轉後放的不變性式此變換比較特有的特色。

## 問題
由於使用對數的特性，在中心點將會有奇異點(singularity)的效應。